# Чураки
Чураки́ (рос. Чураки) — присілок у складі Тугулимського міського округу Свердловської області.
Населення — 38 осіб (2010, 54 у 2002).
Національний склад станом на 2002 рік: росіяни — 89 %.